# Codice europeo delle vie di navigazione interna
Il Codice europeo delle vie di navigazione interna, spesso abbreviato in CEVNI, (nome originale in francese Code Européen des Voies de la Navigation Intérieure) è il Codice che contiene le norme a livello europeo per la navigazione in acque interne.
Il codice contiene le disposizioni circa le modalità per la condotta di barche a motore, chiatte, convogli costituiti da un rimorchiatore che spinge o traina delle barche rimorchi, traghetti e altre imbarcazioni sui fiumi, canali ed altre acque interne. Disciplina anche le luci e i segnali diurni che devono tenere queste imbarcazioni, i dispositivi di identificazione delle varie imbarcazioni e i segnali di divieto, ordine e informazione da porre nei canali, fiumi ed altre acque interne per regolare o facilitare la navigazione.
Il CENVI da una parte tenta di uniformare a livello europeo le norme e i segnali, dall'altra parte, per non contrastare troppo con preesistenti prassi e norme, lascia ampie possibilità alle autorità locali di apportare modifiche valide localmente. La versione del 2002 (revisione N. 2) comprende un supplemento con l'elenco di alcune variazioni già adottate da un gruppo di Paesi dell'Europa orientale (Bielorussia, Kazakistan, Moldavia, Russia e Ucraina.